# Saint John (parish i Jersey)
Saint John är en parish i kronbesittningen Jersey. Den ligger i den norra delen av Jersey, 7 km norr om huvudstaden Saint Helier. Antalet invånare är 2 911. Saint John ligger på ön Jersey.